# Stephen Hawking
Stephen William Hawking [stéven víljem hóking], CBE, FRS, angleški fizik, astrofizik, matematik in kozmolog, * 8. januar 1942, Oxford, Anglija, Združeno kraljestvo, † 14. marec 2018, Cambridge.

## Življenje in delo
Hawking velja za enega od vodilnih svetovnih teoretičnih fizikov. Bil je sedemnajsti Lucasov profesor matematike na Univerzi v Cambridgeu in član Kolidža Gonvillea in Caiusa (Gonville and Caius College). Raziskoval je črne luknje in nastanek Vesolja.
Skoraj vse življenje se je bojeval zoper zahrbtno bolezen gibalnih nevronov, imenovano amiotrofična lateralna skleroza, ki ga je skoraj povsem ohromila. Govoril je s pomočjo sintetizatorja govora. Kljub temu je ohranil čilega duha.
Hawking je na dokaj presenetljiv način dokazal, da črne luknje izhlapevajo, ko se dva povezana osnovna delca, delec in antidelec, ločita s singularnostjo, kar enemu izmed njiju omogoči, da se iztrga iz dogodkovnega obzorja. Vendar pa je ocenjen čas spet velikanski, saj bi črna luknja z maso Sonca izhlapevala 2×1067 let, svoj obstoj pa bi končala v spektakularni eksploziji, s katero bi lahko nastalo novo vesolje z bolj ali manj istimi konstantami.
Poleg tega je zagovarjal teorijo o vzporednih vesoljih, nastopal pa je celo, kot stranski igralec, v Zvezdnih stezah, kjer so ga postavili ob bok Albertu Einsteinu in Isaacu Newtonu.
Za njegove znanstvene dosežke mu je leta 2006 Kraljeva družba iz Londona podelila Copleyjevo medaljo.
Umrl je 14. marca, na dan pi.

## Izbrana dela
- Kratka zgodovina časa (A Brief History of Time) (1988),
- Črne luknje in otroška vesolja (in drugi eseji) (Black Holes and Baby Universes and Other Essays) (1993), (prevod Mirjam Galičič, DMFA S, Ljubljana 1994),
- Vesolje v orehovi lupini (The Universe in a Nutshell) (2001), (prevod Mirjam Galičič, Učila International, Tržič 2002),
- skupaj z R. Penroseom Narava prostora in časa (The Nature of Space and Time) (1996),
- skupaj z L. Mlodinowom Krajša zgodovina časa (A briefer history of time) (2005), (prevod Urška Pajer, Učila International, Tržič 2007).